# Jakob Michael Pressel
Jakob Michael Pressel (* 1742; † 1805) war ein in Heilbronn tätiger deutscher Medailleur, Siegelschneider und Kupferstecher.

## Familie
Pressels Vater Johann Michael Pressel (1701–1773) war Kupferschmied, Siegelschneider und Stecher in Heilbronn.

## Werke

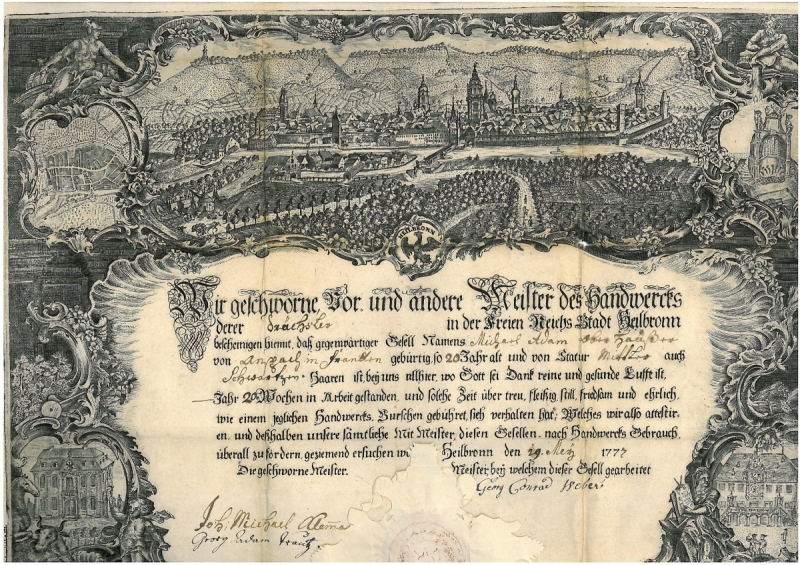
Von Pressel geschaffene Stadtansicht Heilbronns im Rokokorahmen auf einer Kundschaft (Arbeitsbescheinigung) für Handwerksgesellen (1777)

### Kupferstiche
Zu seinen Arbeiten zählt eine Stadtansicht Heilbronns auf dem Kupferstich-Formular einer Kundschaft, einer Arbeitsbescheinigung für Handwerksgesellen. Ein vom Drechslerhandwerk für den Gesellen Michael Adam Oberhauser aus Ansbach am 29. Mai 1777 ausgefülltes und vom Heilbronner Drechslermeister Georg Conrad Weber unterschriebenes Exemplar dieses Vordrucks ist im Heilbronner Haus der Stadtgeschichte ausgestellt. Andere Kupferstiche sind bekannt.

### Medaillen
- Silbermedaillen (sog. Viehmarkttaler oder Pferdemarktmedaille), die als Preise beim seit 1770 in Heilbronn bestehenden Vieh- und Pferdemarkt vergeben wurden.[3] Zwei Silbermedaillen werden im  Heilbronner Haus der Stadtgeschichte ausgestellt.
- Medaille von 1782, die sich auf den Besuch Württembergs im Rahmen der Europareise des russischen Thronfolgers Paul und seiner Ehefrau Maria Fjodorowna bezieht. Die Vorderseite zeigt ein gekröntes Paar in einem offenen, von drei Pferden nach links gezogenen antiken Wagen, die Rückseite eine mit den gekrönten Wappen Russlands und Württembergs geschmückte Ehrenpforte vor dem Hintergrund einer Stadt. Mit einer solchen Ehrenpforte im Grenzort Enzberg empfing Herzog Carl Eugen das Fürstenpaar in Württemberg.[4]